# Минто, Брайан
Брайан Минто (англ. Brian Minto; род. 27 января 1975, Батлер, Пенсильвания, США) — американский профессиональный боксёр украинского происхождения, выступавший в первой тяжёлой и тяжёлой весовой категории. Бывший претендент на титул чемпиона мира.

## Ранняя жизнь
Родился 27 января 1975 года. В колледже Слиппери Рок в западной Пенсильвании играл полузащитником в американский футбол.

## Профессиональная карьера
Брайан Минто дебютировал на профессиональном ринге в ноябре 2002 года.
В апреле 2004 года нокаутировал соотечественника Джереми Бейтса, и завоевал титул чемпиона штата, Западная Вирджиния.
В июле 2004 года встретился с перспективным американским боксёром Винни Маддалоне (21-1). Манддалоне выигрывал бой, но в 10 раунде Минто левым хуком послал его в нокаут.
В декабре 2004 года встретился с  постаревшим бывшим чемпионом Тони Таббсом. Таббс победил раздельным решением судей.
В сентябре 2005 года состоялся реванш Минто и Винни Маддалоне (25-2). На этот раз Минто выигрывал бой и победил техническим нокаутом в 7 раунде.
В апреле 2006 года встретился с Билли Замбраном. Минто победил единогласным решением судей.
В июне 2006 года  встретился с Дэнни Батчелдером. Минто победил единогласным решением судей.
В ноябре 2006 года, в шестом раунде нокаутировал известного немца, Акселя Шульца. Аксель не выходил на ринг 7 лет. В четвёртом раунде Минто отправил Акселя на канвас, а в пятом раунде начал сильно избивать, и нанёс удар ниже пояса, за что было снято очко с американца. В перерыве между 6 и 7 раундами Шульц отказался от продолжения поединка. Брайн предотвратил удачное возвращение известного немецкого боксёра.
В марте 2007 года встретился с Луаном Красничи. Красничи победил единогласным решением судей.
В августе 2009 года Минто встретился с  непобеждённым Доннеллом Холмсом в бою  за титул временного чемпиона по версии WBO NABO в супертяжёлом весе, в котором он победил техническим нокаутом. После остановки в четвёртом раунде судьи отдали победу Минто. Счёт судейский записок был: 40-36, 39-37, 39 -37.
В сентябре 2009 года встретился с Крисом Арреолой. Оба боксера уверенно шли в размены, что, однако, лучше получалось у любителя этого дела Ареолы, превосходство которого в ударной мощи не вызывало ни у кого сомнений. В 4 раунде Минто пропустил сильнейший удар правой от Ареолы, и при этом не особо восстановившись он решил отыграть эпизод у мексиканца, в результате чего Ареола снова отправил его в  нокдаун, после чего рефери остановил бой. Минто впервые в карьере проиграл досрочно.
Несмотря на поражение, следующий поединок Минто провёл в качестве претендента на чемпионский титул в первом тяжёлом весе по версии WBO, с  Марко Хуком. По ходу поединка преимущество Хука было подавляющим, что и выразилось тремя нокдаунами в третьем, пятом и девятом раундах. После девятого раунда угол американского боксера отказался от продолжения боя и Марко Хуку была засчитана победа техническим нокаутом.
Затем Брайна провёл ещё один поединок в первом тяжёлом весе, и победил американца, Перре Карама.
28 января 2012 года, на следующий день после своего дня рожденья, проиграл нокаутом в третьем раунде, соотечественнику, Тони Грано. после поражения в апреле нокаутировал Мэта Хикса, и в августе, немца, Майка Шеппарда.
В июне 2013 года встретился с непобеждённым Артуром Шпилькой. Минто выглядел хорошо в этом бою, дав Шпильке один из самых трудных боёв в его карьере, но в итоге Шпилька победил единогласным решением судей.
В  ноябре 2013 года принял участие в турнире Prizefighter. В четверть финале он встретился с  Томом Литтлом (3-2, 0 КО). Агрессивный Минто давил на Литтла все три раунда и в итоге два судьи отдали ему победу со счетом 29-28, а один посчитал, что Литтл был лучше 28-29. В полуфинале встретился с Майлом Спроттом, который затем и стал чемпионом турнира. Спротт одержал трудную победу единогласным решением судей над Брайаном Минто, все три судьи выставили счет 29-28.
В декабре 2013 года встретился с Шейном Кэмероном. Бой носил агрессивный характер. В четвёртом, после пропущенного удара, у Кэмерона появилось рассечение над левым глазом. В пятом раунде Минто был оштрафован на один балл за удар соперника локтем и в шестом раунде за опасные движения головой. Американец не стал на это обращать внимания и продолжал давить на новозеландца, который фактически ушёл в глухую оборону. В седьмом раунде Минто не переставал обрабатывать голову соперника в итоге в перерыве между 7 и 8 раундами бой остановили.
В июле 2014 года встретился с непобежденным Джозефом Паркером. На кону встречи были титулы «временного» чемпиона по версии PABA и пояс WBO Oriental. Паркер отправлял Минто в нокдаун в пятом и седьмом раундах. Минто отказался выходить на 8 раунд. После боя он заявил, что вышел на бой с переломанным носом.
В сентябре 2015 года проиграл нокаутом во 2 раунде непобежденному Диллиану Уайту.
В марте 2016 года проиграл техническим нокаутом  во 2 раунде  Эдмунду Герберу.

## Титулы
- Чемпион штата Западная Вирджиния (2004)
- Чемпион штата Пенсильвания (2008)
- Чемпион по версии WBO NABO (2009)
- Чемпион по версии WBA Fedecentro (2007—2008)
- Чемпион по версии WBC Continental Americas (2010)
- Чемпион по версии WBA NABA USA (2012)
- Чемпион по версии WBO Oriental (2013)

## Личная жизнь
У Брайана Минто есть жена по имени Хайди, дочь Меган и сын Мэтью. У него также есть знаменитый брат по имени Скотт, который играл за Челси среди других британских футбольных клубов.
Имеет украинские корни. Прадедушка и прабабушка эмигрировали с Украины, первоначальная фамилия, Мынта.